# Kamaldeen Sulemana
Kamaldeen Sulemana, född 15 februari 2002, är en ghanansk fotbollsspelare som spelar för Atalanta i Serie A.

## Klubbkarriär
Den 16 juli 2021 värvades Sulemana av Rennes, där han skrev på ett femårskontrakt. Sulemana gjorde sin Ligue 1-debut den 8 augusti 2021 i en 1–1-match mot Lens, där han även gjorde ett mål.
Den 1 februari 2023 värvades Sulemana av Southampton, där han skrev på ett 4,5-årskontrakt.

## Landslagskarriär
Sulemana debuterade för Ghanas landslag den 9 oktober 2020 i en 3–0-förlust mot Mali, där han blev inbytt i den 42:a minuten mot Eugene Ansah.